# Abtei Blue Cloud
Die Abtei Blue Cloud (engl. Blue Cloud Abbey) war ein Benediktinerkloster nahe der Stadt Marvin im Grant County im US-Bundesstaat South Dakota. Es bestand von 1950 bis zu seiner Auflösung im Jahre 2012. Die Abtei war Unserer Lieben Frau vom Schnee geweiht und hatte als Mutterabtei die Erzabtei St. Meinrad im Spencer County in Indiana. Als Diözese fungierte das Bistum Sioux Falls in der größten Stadt South Dakotas; zudem gehörte es der Schweizerisch-Amerikanischen Kongregation an.

## Geschichte
Während der ersten Hälfte des 20. Jahrhunderts wurde von Mönchen der Abtei St. Meinrad aus Indiana vier kleine Missionskirchen in den Dakotas betrieben. Zwei davon waren in North Dakota und zwei in South Dakota. Der Zweck dieser Kirchen war es der lokalen Bevölkerung zu dienen, wobei man sich besonders für indianischen Ureinwohner in den Indianerreservaten einsetzte und aus diesem Grund mehrere Schulen betrieb. Als das Klosterkapitel im Jahre 1949 entschied ein Kloster zu errichten, um sich in der Region stärker zu etablieren, wählte man als Standort eine Fläche in unmittelbarer Nähe zur Stadt Marvin in South Dakota. Zuerst bevorzugte man ein Grundstück über dem Missouri und James River in der Nähe von Yankton, war aber mit dem Ausblick auf die einige Jahre zuvor erbauten Radiotürme des Senders WNAX (AM) nicht zufrieden. Eine von Ignatius Esser, dem Abt von St. Meinrad, ausgesandte vierköpfige Truppe fuhr deshalb weiter in Richtung Fargo, ehe sie auf dem Weg dorthin das besagte Grundstück nahe Marvin entdeckte. In Zeiten, als hier noch keine Interstate 29 vorbeiführte, fand die Gruppe eine bewaldete Hügelkette über dem Whetstone Valley von Grant County. Obwohl das Land felsig war, sagte es den Ausgesandten zu, die daraufhin in die nahegelegene Kleinstadt Milbank fuhren, um sich dort umzuhören. Dort wurden sie zu Effner Benedict, dem Banker der Stadt, geschickt; dieser teilte ihnen mit, dass das Land erst 30 Minuten zuvor zum Verkauf angeboten wurde und bot ihnen das 300 Acres umfassende Grundstück um 22 US-Dollar pro Acre an. Die Benediktiner nahmen diesen Angebot an und gründeten hier mit insgesamt 40 Gründungsmitgliedern das Kloster.
Die Bauarbeiten begannen noch im selben Jahr, wobei die Klostergebäude selbst vom aus Chicago kommenden Architekten Edo Belli (1918–2003) geplant wurden. Als offizieller Gründungstag des Klosters wird der 24. Juni 1950 angegeben, wobei das Kloster anfangs noch als von der Abtei St. Meinrad vollabhängig galt. Mit 5. August 1952 wurde es ein halbunabhängiges Kloster, ehe es am 21. März 1954 zu einer vollständig autonomen Abtei erhoben wurde. Im gleichen Jahr erhielt die Abtei St. Meinrad den Status einer Erzabtei. Als erster Abt der Gemeinde wurde im Jahre 1954 Gilbert Hess (1908–1995) gewählt. Zum Höhepunkt seiner dortigen Laufbahn gehörten der Abtei noch 40 Mönche an. Die höchste Mitgliedschaft hatte die Abtei schließlich unter dem zweiten Abt Alan Berndt (1920–2016), der im Jahre 1970 zum Abt gewählt wurde und dieses Amt bis 1986 ausübte. Unter seiner Führung erfolgte auch die Übertragung und die Verwaltung der Missionsschulen der Abtei auf die Indianer, für die sie zuvor auch errichtet wurden. Berndts Nachfolger wurde Denis Quinkert (* 1936), der bis 1991/92 im Amt blieb und daraufhin an Thomas Hillenbrand (* 1939) übergab. Als dieser am 1. Januar 2009 resignierte, wurde abermals Denis Quinkert zum Abt des Klosters gewählt. Quinkert hatte in der Zwischenzeit bis 2002 als Pfarrer der St. Lawrence Parish in Milbank gedient und war danach als Novizenmeister tätig. Bereits kurz vor dem Rücktritt Hillenbrands war Quinkert als Prior wieder in die Abtei Blue Cloud zurückgekehrt.
Seine Aufgabe war im Jahre 2012 auch die Auflösung des Klosters aufgrund der Überalterung des Konvents und des Nachwuchsmangels. Zum Zeitpunkt der Auflösung hatte das Kloster nur mehr zwölf Mitglieder, von denen drei bereits über 90 Jahre alt waren. Insgesamt sollen dem Kloster 14 Personen angehört haben, von denen der Großteil bereits über 70 Jahre alt war. Zuvor hatten sich die noch verbliebenen Mitglieder selbst für eine Schließung entschieden und hielten am 5. August 2012 – dem Festtag des Patroziniums – ihre letzte Messe ab.
Im Dezember 2013 übernahm eine katholische Non-Profit-Organisation die Liegenschaft und betreibt dort seitdem das Abbey of the Hills Inn and Retreat Center, das zudem auch noch zwei Einsiedeleien umfasst.

## Tochterkloster
Als Reaktion auf einen Aufruf des 1963 verstorbenen Papstes Johannes XXIII. an die katholische Kirche in Nordamerika den katholischen Kirchen in Lateinamerika zu helfen, gründete die Abtei im Jahre 1964 ein Tochterkloster in Cobán, Guatemala. Die kleine Gemeinschaft an Mönchen des Priorato de la Resurreccion blieb bis zuletzt vollständig abhängig von der Abtei Blue Clouds und wurde nach der Auflösung der Abtei an die Erzabtei St. Meinrad übertragen.

## Liste der Äbte von Blue Cloud
1. Gilbert Hess (1954 bis 1970)
2. Alan Berndt (1970 bis 1986)
3. Denis Quinkert (1986 bis 1991/92)
4. Thomas Hillenbrand (1992 bis 2009)
5. Denis Quinkert (2009 bis 2012)